# 新台灣新聞周刊
《新台灣新聞周刊》（New Taiwan Weekly）為「本土文化事業有限公司」（1996年1月1日成立，簡稱「本土文化」）所創立，以關懷台灣本土社會與政治發展為出發點的政論性雜誌，1996年3月1日創刊（一說1996年3月8日），2008年12月3日宣布「暫時停刊」但未曾復刊。創辦人及發行人為詹錫奎（筆名「老包」），每週發行一期。

## 歷史
該周刊前身為辜寬敏於1993年10月8日出資新台幣五千萬元創辦的《黑白新聞周刊》（Taiwan Weekly），老包擔任社長，前聯廣資深業務總指導梁靜蓉擔任副總經理，葉菊蘭則是除了辜寬敏與老包以外出力最多者。
該週刊自許為「長期關懷台灣本土社會與政治發展的政論性雜誌」，其創刊宗旨就是「以台灣優先為出發點，秉持公平正義的態度肩負起媒體監督政府的任務」。
該周刊的顧問有義美食品董事長高志尚、前民主進步黨立法委員許榮淑及前中央研究院院長李遠哲等人，常駐的知名作者包括老包、李敏勇、陳世煜等人。該周刊與《Taiwan News財經文化週刊》、《自由時報》、《Taipei Times》等被認為是台灣言論市場中呼應泛綠陣營政見的重要媒體。
1987年至1992年，老包在《自由時報》任職並每日連載政論專欄〈老包專欄〉。1992年初，《自由時報》毫無預警，也未說明理由，即撤下〈老包專欄〉並強制接管老包的版面，使老包離職。1995年，老包才被他的朋友告知：〈老包專欄〉被撤當天，時任民進黨副秘書長的新潮流系領導人邱義仁帶領民進黨秘書長陳師孟與民進黨主席許信良去和《自由時報》社長密商，當天晚上《自由時報》社長即撤下〈老包專欄〉並強制接管老包的版面。這導致該周刊對新潮流系深惡痛絕。該周刊與民進黨四大天王之一謝長廷關係友好，在2007年民進黨總統提名選舉時全力支持謝長廷，老包也在2011年8月4日承認：「我相當欣賞謝長廷。」
2001年9月27日，該周刊第288期刊登一篇作者筆名「張旻」的評論文章披評，中國時報系力捧台北市長馬英九而「把報紙淪為馬英九個人的包裝紙」，引述長期投入社運的中國時報系資深記者林照真的特稿時，將特稿原文「台北市在抽水機故障時，確實應盡快向中央通報狀況；中央能夠分擔幫忙總是好事，如果淹水時一時情急忘了，下次改進就是；市府官員實在不需逞口舌之快」中的「市府」二字隱去，誤導讀者認為「實在不需逞口舌之快」一句是批評陳水扁政府官員。同年11月，林照真批評，該文把特稿原文「市府官員實在不需逞口舌之快」中的「市府」二字隱去，「因此下一段立刻說『下次改進』、『不要再逞口舌』是媒體最常使用的挺馬字眼；讓我的文章中用來指稱『市府官員不要逞口舌之快』的，一下子變成好像是在指責『中央官員』，明顯是刻意扭曲的做法」。林照真說，她原先的想法是，該周刊一向政治色彩鮮明、任由立場決定言論方向，她實在沒有理會該周刊的必要，更何況目前就業不易，「我相信寫這篇文章的作者張旻必然是一名年輕記者，為了工作，必須配合媒體政策，這種事情可以體諒，想想就一笑置之算了」；但讓人驚訝的是，她在一個偶然的機會中得知張旻也是中國時報系的同事，而且張旻其實也是十年以上的資深記者、也一直是台灣新聞記者協會新聞改革行列中的同志；她說，她寫的文章自願受公評，文章中是否有政治立場介入自有公論，然而讓人無法接受的是，「如果文章的立場不為自己所喜，卻因為可以躲在筆名背後，便隨意在別人頭上扣上『捧馬』帽子（扣上『擁扁』帽子也一樣）進行與事實不符的攻擊，又對文章刻意斷章取義，然後再把過去的社運記者背景拿出來進行對比，就更令人無法接受；而有如此行徑的人居然平時尚以新聞改革者自居，就更內外矛盾了」。
2008年政權輪替、新任總統馬英九上任後，該周刊經營出現困境，內部會議討論后決定于2008年12月3日停刊。2008年12月2日，該周刊採訪主任陳宗逸發表公開信，聲稱由於虧損，及企業金援、廣告在馬英九政府「全面清算業界的恐怖風潮」中，「已得不到任何來自台灣內的資助」；同日，該周刊高層接受《台灣蘋果日報》訪問時說，馬英九上任後，許多公營事業單位不再續約廣告，該周刊經過內部開會，為避免損耗，決定停刊；詹錫奎則不願接受採訪。
2008年12月3日，該周刊發行第663期，宣布「暫時停刊」，編輯部已無人上班。
2009年1月，台灣戰略學會秘書長王崑義說：「謝長廷過去還有《新台灣週刊》力挺。但《新台灣週刊》在（2008年）12月上旬出版最後一期以後，由於『彈盡援絕』，在民進黨下台半年後宣佈『暫時停刊』，讓台灣偏向綠營的平面媒體只剩下最後的一家——《自由時報》。」
2013年3月28日，老包以「老包社長」名義主持的綠色和平電台節目《有影上大聲－老包講故事》開播。2018年6月13日，老包接受名嘴黃光芹訪問時表示，綠色和平電台在2018年九合一選舉中以無黨籍台北市市長柯文哲提出兩岸一家親為由反對柯文哲、支持民進黨立法委員姚文智取而代之，支持柯文哲的他拒絕依綠色和平電台要求改挺姚文智，所以他辭職。